# Brachyplatystoma platynemum
Brachyplatystoma platynemum är en fiskart som beskrevs av Boulenger, 1898. Brachyplatystoma platynemum ingår i släktet Brachyplatystoma och familjen Pimelodidae. Inga underarter finns listade.